# Церковь Святого Пантелеимона (Шевченково)
Церковь Святого Пантелеимона — храм конца XII века романского стиля, единственный и старейший из храмов Галицко-Волынского княжества, который дошел до наших дней. Крестово-купольный храм с элементами белокаменной резьбы и многочисленными рисунками и граффити на стенах. Церковь располагается вблизи современного украинского города Галич и принадлежит Украинской грекокатолической церкви. По одной из версий храм построен, как православная церковь в 1194 году волынским князем Романом Мстиславичем, однако есть и другие версии. В XIV веке превращена в католический храм Святого Станислава, с 1595 года принадлежала Ордену Францисканцев. Церковь реставрировалась в 1926 и 1998 годах и в конце XX века передана греко-католикам.

## История

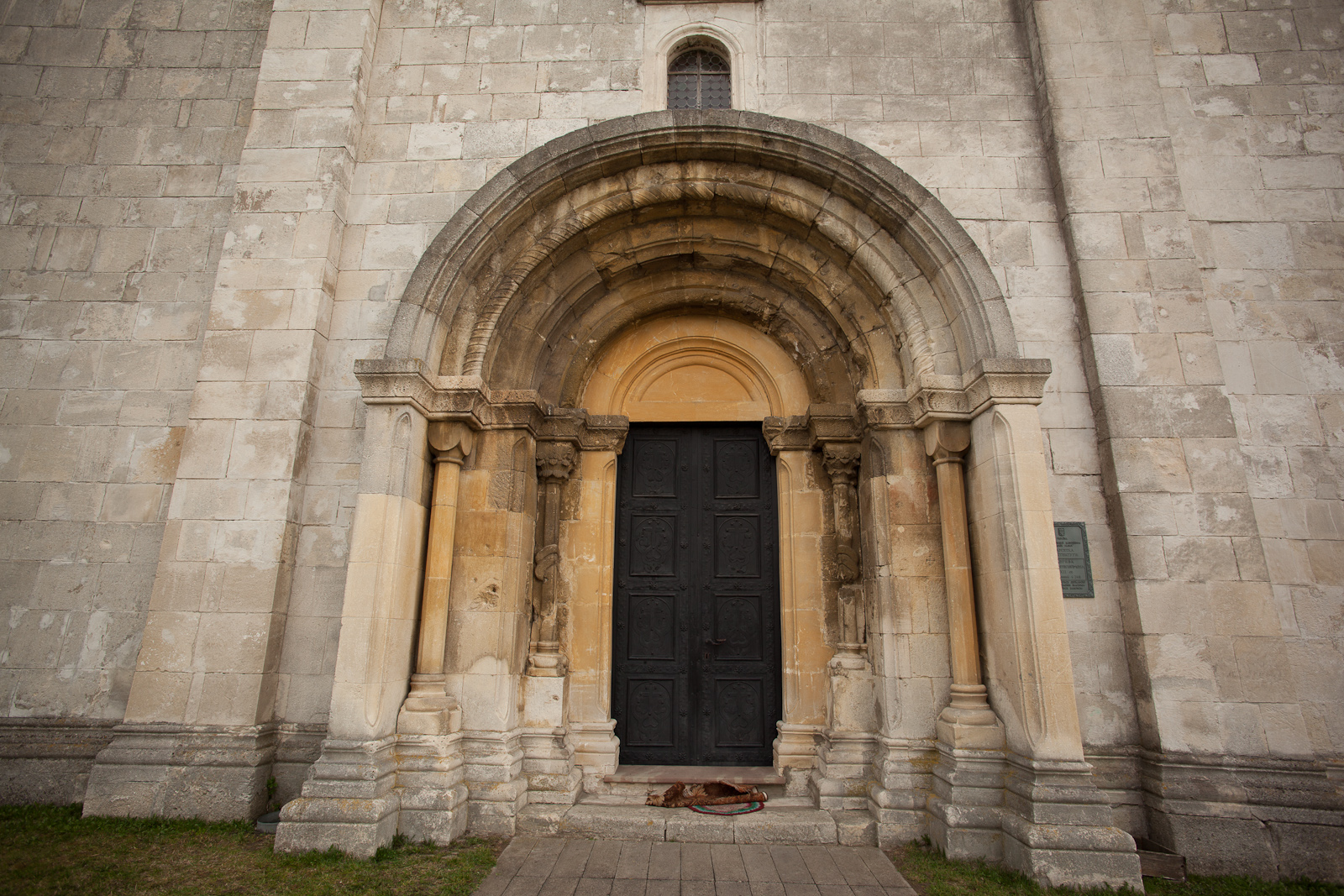
Портал главного входа в храм

Точная дата строительства и имя основателя церкви неизвестны. По одной из версий, храм построен как православная церковь в 1194 году волынским князем Романом Мстиславичем и освящён в честь святого великомученика Пантелеимона, именем которого был крещен его дед, киевский князь Изяслав Мстиславич (в крещении Пантелеимон). Однако есть и другие версии, согласно которым основателем церкви могли быть Данило Романович или Владимир Ярославич.
Этот династический храм волынской ветви Мономаховичей в 1367 году переосвятили в католический храм Святого Станислава (патрона Польского королевства — епископа Станислава Щепановского). Под этим названием храм просуществовал до 1912 года — в 1427 году католическую парафию перенесли в Галич, а костёл превратили в летнюю резиденцию католических епископов.
По рескрипту короля Сигизмунда III от 5 мая 1595 года костёл Святого Станислава был передан францисканцам с разрешением перестроить и создать при нём монастырь.
Перестройка храма и строительство монастыря начались в 1598 году и продолжались до 1611 года. Церковь частично перестроили и превратили в базилику в стиле барокко. На оси главного входа в церковь построили колокольню. Монастырь обнесли валами и рвом правильной квадратной формы.
Во время похода на Галич турок в 1676 году монастырь был частично разрушен войсками Ибрагима Шайтан-Паши. Большой ущерб монастырю нанёс пожар 1802 года, во время которого сгорел храм, монастырь и много ценных документов. Большие разрушения церковь получила во время Первой мировой войны — во время артиллерийского обстрела в 1915 году был сильно повреждён западный портал, кроме двух капителей левых колонн, были разрушены западный фасад, крыша, интерьер, пострадала верхняя часть колокольни.
Историк Антоний Петрушевич предполагал, что зодчим, который строил первый храм, был тот же немец, который строил немецкие храмы Ноймарктскирхе в Мерзебурге, Бамбергский собор, церковь в Ильбенштадте и Вюрцбургский собор, — во всех этих храмах есть элементы декора с узлом в средней части колонн, которые идентичны подобным элементам на западном портале церкви Святого Пантелеймона. Cуществуют предположения, что зодчий работал также в Венгрии и принадлежал ордену цистерианцев.

## Архитектура

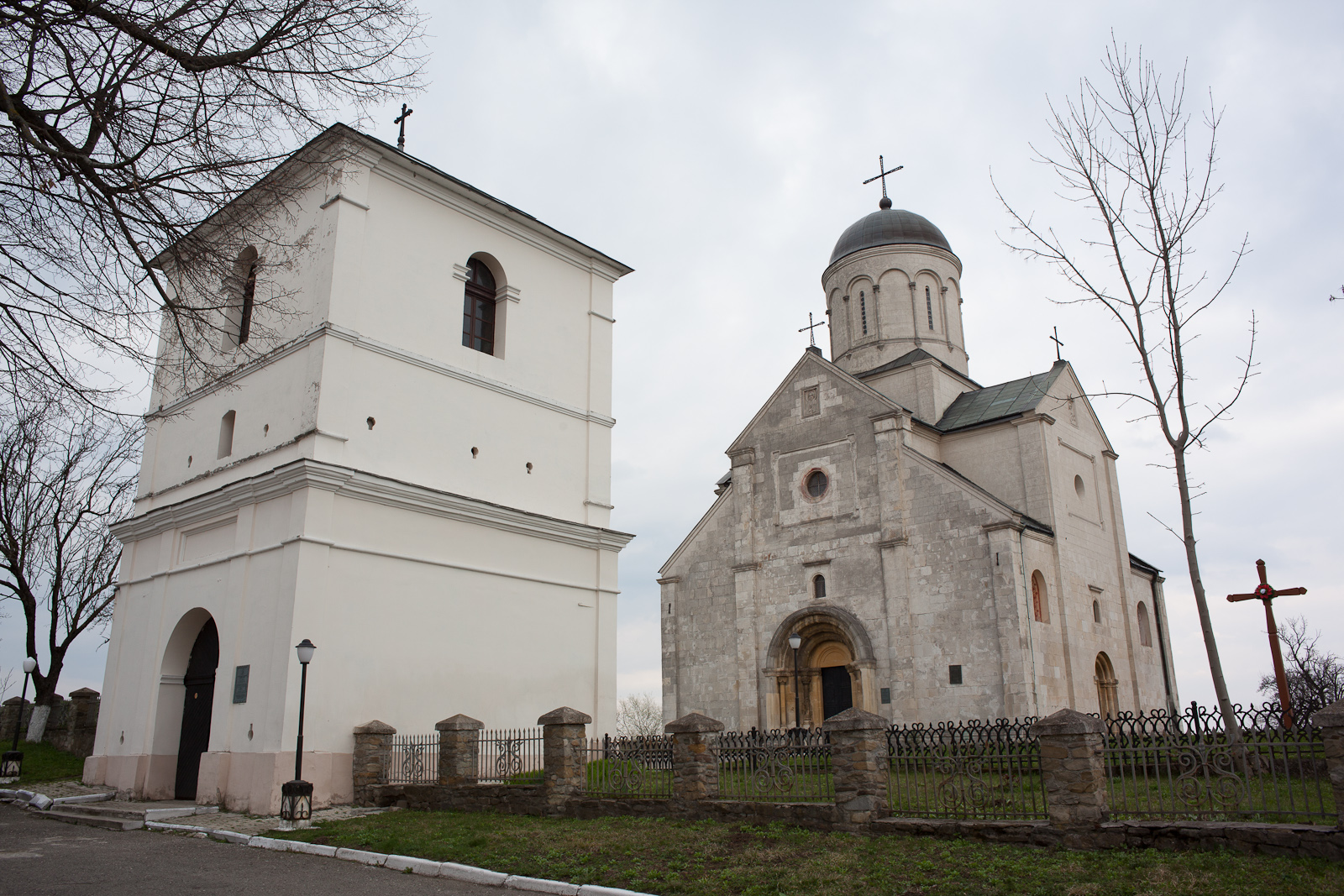
Колокольня XVI века

Церковь выполнена в романском стиле и представляет собой крестово-купольный храм, в котором на подпружных арках, которые опираются на четыре столба, сооружен круглый барабан с купольным завершением.
Самым богато украшенным фасадом является западный — его украшают две пары колонн с капителями. Фусты колонн, прилежащих к дверям декорированы посередине узлами. Эти колонны уцелели во время артиллерийского обстрела в 1915 году.
Фасады апсид декорированы тонкими полуколоннами, на которые опирается аркатурный пояс. Резьба на капителях и аркатурном фризе также сохранилась в первозданном виде.
На восточном фасаде расположены три апсиды с продолговатыми окнами с полукруглыми завершениями. Внешняя часть фасадов апсид декорирована узкими полуколоннами.
Стены храма сложены из карпатского мелко-зернистого желтоватого песчаника, который добывали над берегами реки Ломница и откуда он мог быть по воде доставлен к месту строительства.

### Колокольня
Колокольня выполнена в форме квадратной в плане, двуярусной кирпичной башни, с четырехскатной крышей. Колокольню построили одновременно с перестройкой церкви францисканцами в начале XVII века, тогда эта башня была частью западной линии оборонных валов, который окружали монастырь. Нижний ярус служил въездными воротами, верхний — оборонной башней и колокольней. Через ров, к воротам башни вел разводной мост.

## Стенопись

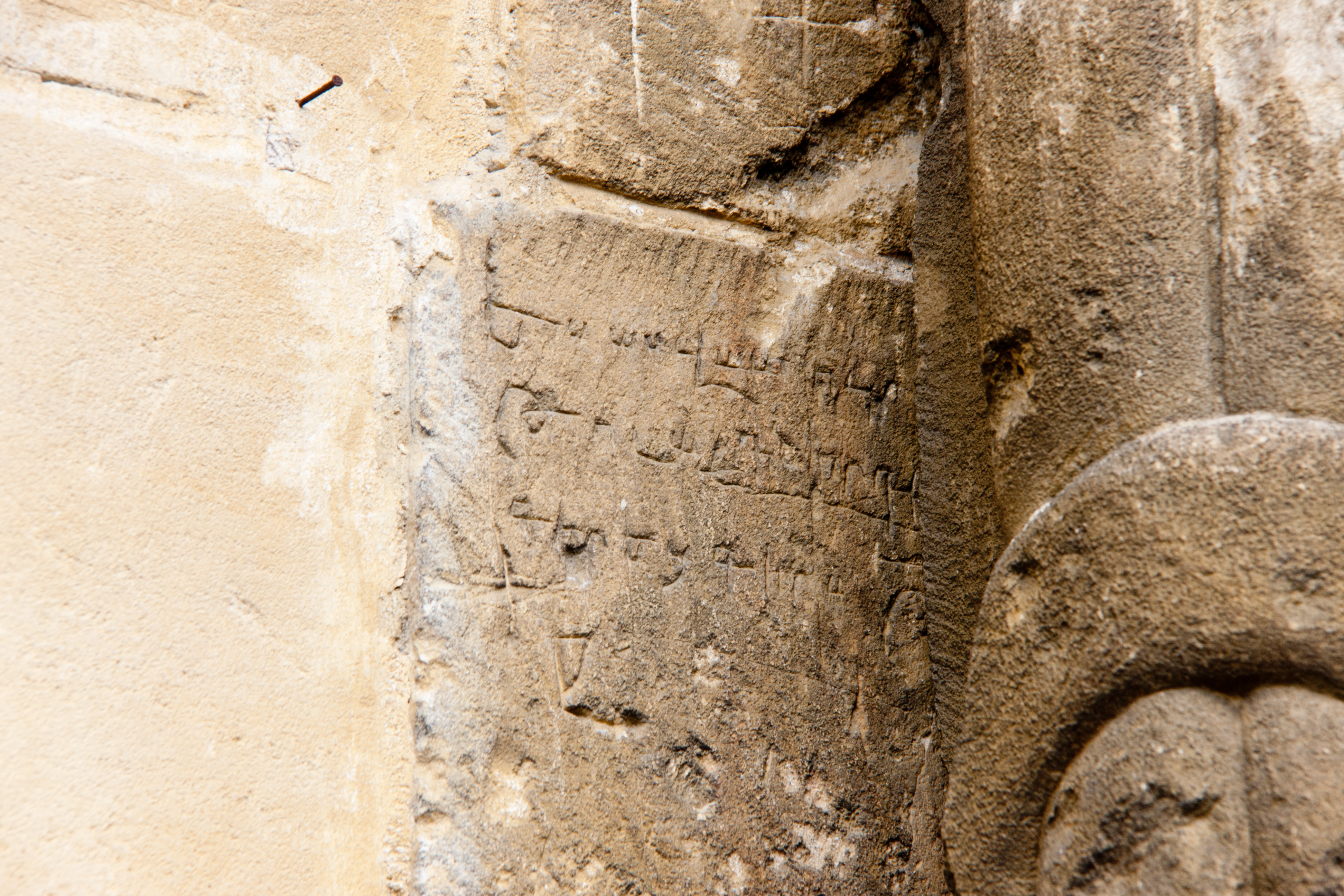
Граффити на стенах, фрагмент

На стенах церкви выявлены граффити конца XII—XVIII веков — надписи выполнены кириллицей, латиницей и армянским алфавитом, также имеются рисунки. Некоторые из них имеют даты, самые старые из которых — 1212 и, возможно, 1194 года.
Исследуя в 1909 году церковь, историк Иосиф Пеленский отыскал на его стенах многочисленные граффити XIII—XVII веков. Одна из граффити находится на южном фасаде у третьей пилястры на высоте 1,5 м от земли, состоит из восьми строк и точно указывает на название храма — Пантелеймоновская церковь. Есть также на стенах граффити, которое возможно указывает на дату окончания строительства храма — 1194 год.